# Пузоя
Пузоя — река в России, протекает по Тихвинскому району Ленинградской области.
Исток — юго-восточнее Пашозера, западнее верхнего течения реки Куйсара. Течёт на запад, пересекает дорогу Н142. Впадает в Пашу с левого берега в 237 км от её устья (в 5 км от истока Паши; Пузоя является её самым верхним левым притоком. Длина реки составляет 20 км, площадь водосборного бассейна 43 км².
Населённых пунктов на реке нет, ближайшие деревни — Бирючово на севере и Тимошино и Кильмуя — на юге.

## Данные водного реестра
По данным государственного водного реестра России относится к Балтийскому бассейновому округу, водохозяйственный участок реки — Свирь, речной подбассейн реки — Свирь (включая реки бассейна Онежского озера). Относится к речному бассейну реки Нева (включая бассейны рек Онежского и Ладожского озера).
Код объекта в государственном водном реестре — 01040100812102000013314.